# Episodio di Poltragno
L'episodio di Poltragno designa l'azione di guerra partigiana attuata il 29 novembre 1943 da Eraldo Locardi e la sua banda in collaborazione con gli uomini del Gruppo Patrioti loveresi, guidati da Giovanni Brasi. L'operazione aveva tra i suoi scopi l'ottenimento di denaro al fine di finanziare le attività della banda, il sequestro di notabili locali del partito fascista (ovvero Giuseppe Cortesi, segretario del fascio e il podestà Paolo Rosa) e la disattivazione delle due centrali telefoniche dello stesso paese. 
L'azione principale si svolse negli uffici dell'Ilva dove Giuseppe Cortesi lavorava come perito industriale. Da principio, secondo il racconto dei testimoni, l'irruzione della banda armata aveva i connotati di una comune rapina. La banda, dopo aver disarmato i Carabinieri della vicina caserma, si era già fatta consegnare il denaro contante disponibile e poi si era messa alla ricerca di su per gli uffici.
Dopo la sua individuazione, emerse l’intenzione del sequestro.
Giuseppe Cortesi pare rifiutò di consegnarsi e questo gli fu fatale; venne ucciso da un colpo di pistola al ventre e da altri quattro esplosi a bruciapelo alla schiena.
Questa e altre azioni del periodo e nella zona del Bergamasco, sono da inserirsi in un progetto studiato da un organo direttivo ristretto, con lo scopo di eliminare rappresentanti politici locali, stimati dalla popolazione che, con la loro adesione, legittimavano la neonata Repubblica Sociale Italiana sorta in seguito l’armistizio dell’8 settembre 1943.
L'evento riceve vasta risonanza mediatica nella stampa di regime, venendo menzionata nell'edizione del Corriere della Sera del 5 dicembre.
Benito Mussolini diede il nome di Giuseppe Cortesi alla neonata IX Brigata Nera, quella della provincia di Bergamo.
Con il Notaio Paolo Rosa, Podestà di Lovere, assassinato con modalità analoghe il giorno medesimo, Giuseppe Cortesi fu tra i primi caduti della Repubblica Sociale Italiana fondata nel settembre 1943 ed estinta il 25 aprile 1945.
I presunti responsabili dell'azione, in tutto 13, vennero arrestati, processati e ritenuti colpevoli dei capi di imputazione. Condannati morte, vennero fucilati il 22 dicembre 1943. Alcuni dei tredici, capeggiati dal tenente Eraldo Locardi, organizzatore di un gruppo partigiano di ispirazione monarchica nella bergamasca, vengono catturati con le armi in pugno in seguito ad un rastrellamento, altri vengono prelevati dalle loro abitazioni. 
I tredici vengono ricordati e celebrati oggi come "13 Martiri di Lovere". L'esecuzione di questa pena capitale costituisce l'evento di maggiori proporzioni condotto contro forze della resistenza nella provincia di Bergamo nel periodo della Repubblica Sociale Italiana.